# Arrondissement Périgueux
Arrondissement Périgueux je francouzský arrondissement ležící v departementu Dordogne v regionu Akvitánie. Člení se dále na 18 kantonů a 196 obcí.

## Kantony
- Brantôme
- Excideuil
- Hautefort
- Montagrier
- Montpon-Ménestérol
- Mussidan
- Neuvic
- Périgueux-Centre
- Périgueux-Nord-Est
- Périgueux-Ouest
- Ribérac
- Saint-Astier
- Saint-Aulaye
- Saint-Pierre-de-Chignac
- Savignac-les-Églises
- Thenon
- Vergt
- Verteillac